# Eastwood (Míchigan)
Eastwood es un lugar designado por el censo ubicado en el condado de Kalamazoo en el estado estadounidense de Míchigan. En el Censo de 2010 tenía una población de 6340 habitantes y una densidad poblacional de 1.243,21 personas por km².

## Geografía
Eastwood se encuentra ubicado en las coordenadas 42°18′8″N 85°32′40″O / 42.30222, -85.54444. Según la Oficina del Censo de los Estados Unidos, Eastwood tiene una superficie total de 5.1 km², de la cual 5.07 km² corresponden a tierra firme y (0.66%) 0.03 km² es agua.

## Demografía
Según el censo de 2010, había 6340 personas residiendo en Eastwood. La densidad de población era de 1.243,21 hab./km². De los 6340 habitantes, Eastwood estaba compuesto por el 62.46% blancos, el 28.34% eran afroamericanos, el 0.38% eran amerindios, el 0.73% eran asiáticos, el 0% eran isleños del Pacífico, el 2.41% eran de otras razas y el 5.68% pertenecían a dos o más razas. Del total de la población el 6.01% eran hispanos o latinos de cualquier raza.